# Giro del Belgio 1956
Il Giro del Belgio 1956, quarantesima edizione della corsa, si svolse in quattro tappe tra il 10 e il 13 maggio 1956, per un percorso totale di 982 km e fu vinto dal belga André Vlaeyen.

## Tappe
| Tappa  | Data      | Percorso                                 | km  | Vincitore di tappa | Leader cl. generale |
| ------ | --------- | ---------------------------------------- | --- | ------------------ | ------------------- |
| 1ª     | 10 maggio | Bruxelles > Marcinelle                   | 261 | André Vlayen       |                     |
| 2ª     | 11 maggio | Charleroi > Florenville                  | 258 | Frans Schoubben    |                     |
| 3ª-1ª  | 12 maggio | Florenville > Virton (Cron. individuale) | 62  | Jean Brankart      |                     |
| 3ª-2ª  | 12 maggio | Virton > Stavelot                        | 134 | Jozef Planckaert   |                     |
| 4ª     | 13 maggio | Stavelot > Bruxelles                     | 267 | Daan de Groot      | André Vlaeyen       |
| Totale | Totale    | Totale                                   | 982 |                    |                     |

## Dettagli delle tappe

### 1ª tappa
- 10 maggio: Bruxelles > Marcinelle – 261 km

Risultati
| Pos. | Corridore         | Squadra      | Tempo    |
| ---- | ----------------- | ------------ | -------- |
| 1    | André Vlayen      | Elvé-Peugeot | 7h13'01" |
| 2    | Jean Vliegen      | Elvé-Peugeot | a 1'19"  |
| 3    | Joseph Planckaert | Elvé-Peugeot | s.t.     |

### 2ª tappa
- 11 maggio: Charleroi > Florenville – 258 km

Risultati
| Pos. | Corridore       | Squadra      | Tempo    |
| ---- | --------------- | ------------ | -------- |
| 1    | Frans Schoubben | Elvé-Peugeot | 6h18'05" |
| 2    | Henri Jochums   | Plume Sport  | s.t.     |
| 3    | Brik Schotte    | Faema-Guerra | s.t.     |

### 3ª tappa-1ª semitappa
- 20 maggio: Florenville > Virton – Cronometro individuale – 62 km

Risultati
| Pos. | Corridore           | Squadra        | Tempo    |
| ---- | ------------------- | -------------- | -------- |
| 1    | Jean Brankart       | Elvé-Peugeot   | 1h28'08" |
| 2    | Alfons Vandenbrande | Libertas-Huret | a 1'44"  |
| 3    | Roger De Corte      | Groene Leeuw   | a 1'55"  |

### 3ª tappa-2ª semitappa
- 20 maggio: Virton > Stavelot – 134 km

Risultati
| Pos. | Corridore         | Squadra      | Tempo    |
| ---- | ----------------- | ------------ | -------- |
| 1    | Joseph Planckaert | Elvé-Peugeot | 3h46'35" |
| 2    | Edward Peeters    | Elvé-Peugeot | a 5"     |
| 3    | Frans Schoubben   | Elvé-Peugeot | a 7"     |

### 4ª tappa
- 20 maggio: Stavelot > Bruxelles – 267 km

Risultati
| Pos. | Corridore       | Squadra      | Tempo    |
| ---- | --------------- | ------------ | -------- |
| 1    | Daan de Groot   | Locomotief   | 7h07'53" |
| 2    | Roger De Clercq | Plume        | a 27"    |
| 3    | Joseph Plas     | Groene Leeuw | s.t.     |

## Classifiche della corsa

### Classifica generale
| Pos. | Corridore           | Squadra        | Tempo     |
| ---- | ------------------- | -------------- | --------- |
| 1    | André Vlayen        | Elvé-Peugeot   | 25h55'05" |
| 2    | Joseph Planckaert   | Elvé-Peugeot   | a 1'19"   |
| 3    | Jean Brankart       | Elvé-Peugeot   | a 1'42"   |
| 4    | Alfons Vandenbrande | Libertas-Huret | a 2'16"   |
| 5    | Marcel De Mulder    | Groene Leeuw   | a 2'54"   |
| 6    | Jean Vliegen        | Elvé-Peugeot   | a 3'27"   |
| 7    | Alex Close          | Elvé-Peugeot   | a 4'24"   |
| 8    | Jan De Valck        | Libertas-Huret | a 4'29"   |
| 9    | Jos Theuns          | Elvé-Peugeot   | a 5'06"   |
| 10   | Edward Peeters      | Elvé-Peugeot   | a 5'08"   |